# Max Carling
Max Björn Valdemar Carling, född 13 augusti 1969 i Överluleå i Norrbottens län, är en svensk musiker (multiinstrumentalist) kompositör, instrumentbyggare, cirkusartist, magiker, konsert- och festivalarrangör. Han är son till Hans Carling och äldre bror till Gunhild Carling.
Max Carling är medlem i musikgruppen Carling Family, och har tillsammans med dem turnerat i stora delar av världen sedan 1984. Hans huvudinstrument är klarinett, tenorsaxofon och fiol. Men han framträder dessutom ofta med piano, harpa, engelskt horn, sinka och bouzouki. Carling bygger även egna instrument.
År 2004 startade Max Carling Ingelsträde Medeltidsdagar, som varit ett återkommande evenemang med tusentals besökare i Höganäs kommun.
År 2007 inrättade han Sveriges Cirkusmuseum. Max Carling fick Cirkusakademiens utmärkelse Årets Charlie år 2014.
År 2009 startade Carling Ingelsträde Jazzfestival. Festivalen har haft internationella gäster som Larry Franco, Leonid Ptaska, Joey Morant, Norbert Susemihl, samt Torgny Söderberg, Gunhild Carling, Frans Sjöström, Gullan Bornemark, Signe & Hjördis. 
Han och hans bror Ulf väckte uppmärksamhet när de i november 2015 protesterade mot att Höganäs kommun planerade ett flyktingboende för åtta ensamkommande flyktingbarn i Ingelsträde. Han skrev ett protestbrev i egenskap av ordförande i bygdeföreningen och spelade klarinett högljutt för att störa mötet. Händelsen ledde bland annat till att flera planerade konserter med Carling Family Band ställdes in.